# Громадськість
Громадськість — організована сукупність фізичних та юридичних осіб приватного права, яка на добровільних засадах бере участь у процесі підготовки та прийняття органами публічної влади нормативно-правових актів, а також здійснює контроль за їх виконанням з метою захисту прав, свобод та законних інтересів.
Відповідно до Словника української мови громадськість - це передова частина, передові кола суспільств. В Енциклопедичному словнику з державного управління, складеного науковцями Національної академії державного управління при Президентові України, поняття «консультації з громадськістю» визначається як організований органами публічної влади двосторонній обмін інформацією з громадськістю з метою вироблення соціально обґрунтованих державно-управлінських рішень з питань суспільно-економічного розвитку, задоволення соціальних потреб та інтересів широких верств населення.
Зручність використання поняття «громадськість» обумовлено трьома наступними аргументами:
1. Поняття «громадськість» дозволяє досить точно ідентифікувати та позначити суб'єктів впливу на прийняття нормативно-правових актів за рахунок охоплення цим поняттям усього суб'єктного складу впливу на прийняття нормативно-правових актів, включаючи до нього як фізичних осіб, так і юридичних осіб приватного права.
2. Поняття «громадськість» є усталеною категорією у міжнародно-правових актах. Крім того, це поняття вже давно увійшло в український офіційний простір та досить широко використовується у вітчизняних правових актах, зокрема, й для позначення суб'єктів впливу на прийняття нормативно-правових актів;
3. Поняття «громадськість» є доволі лаконічним терміном, оскільки смислову конструкцію цієї категорії утворює лише одне поняття, на відміну від інших схожих категорій, які складаються з двох слів — «представники громадськості», «громадські організації», «громадські інституції», чи навіть трьох слів — «усі заінтересовані особи», «широкі верстви населення»[4].

У Порядку проведення консультацій з громадськістю з питань формування та реалізації державної політики, який затверджений постановою Кабінету Міністрів України від 3 листопада 2010 р. N 996 вказується, що консультації з громадськістю проводяться з метою залучення громадян до участі в управлінні державними справами, надання можливості для їх вільного доступу до інформації про діяльність органів виконавчої влади, а також забезпечення гласності, відкритості та прозорості діяльності зазначених органів. Проведення консультацій з громадськістю має сприяти налагодженню системного діалогу органів виконавчої влади з громадськістю, підвищенню якості підготовки рішень з важливих питань державного і суспільного життя з урахуванням громадської думки, створенню умов для участі громадян у розробленні проектів таких рішень.